# CLARiiON
CLARiiON là tủ đĩa lưu trữ cho SAN do EMC Corporation chế tạo và cung cấp. CLARiiON giữ vị trí là sản phẩm tủ đĩa cho phân mảng thị trường tầm thấp và tầm trung bổ sung cho sản phẩm tầm cao Symmetrix.
Thiết bị CLARiiON đầu tiên được phát triển từ đầu thập niên 90 bởi công ty Data General, một trong những công ty máy tính mini đầu tiên. CLARiiON là một ví dụ thương mại ban đầu của thiết bị  RAID và từng được bán với tư cách là tủ đĩa dành riêng cho dòng máy tính AViiON của Data General. Nhận thấy tiềm năng to lớn của tủ đĩa lưu trữ, Data General xây dựng một bộ phận chuyên phát triển CLARiiON và bắt đầu cung cấp CLARiiON cho các đối thủ cạnh tranh của mình dưới dạng OEM. Mặc dù điều này làm giảm đôi chút ưu thế của AViiON trên thị trường nhưng bù lại doanh số của Data General tăng cao hơn và nhãn hiệu trở nên phổ biến hơn. Chiến lược này mang lại hiệu quả khi EMC mua Data General năm 1999, chủ yếu là vì dòng sản phẩm CLARiiON.

## Lịch sử
Tủ đĩa lưu trữ CLARiiON được bắt đầu với một dự án phát triển đặc biệt của Data General và là một trong những dòng sản phẩm RAID đầu tiên và thành công nhất trong lịch sử công nghiệp máy tính. Dự án phát triển ban đầu mới trải qua thời gian ngắn, Tom West, nhân vật chính trong cuốn sách đoạt giải Pulitzer The Soul of a New Machine, tiếp quản việc phát triển sản phẩm và lãnh đạo nỗ lực phát triển sản phẩm cuối cùng trước khi Data General được bán cho EMC năm 1999.
Được cấp đăng ký bản quyền phát minh sáng chế năm 1994, thiết bị tủ đĩa CLARiiON sở hữ nhiều tính năng thú vị mà giờ đây thành chuẩn trong ngành công nghiệp máy tính và lưu trữ. Các tính năng nêu ra trong hồ sơ đăng ký cấp bản quyền gồm  optional hot swapping, guide rails for proper electrical contact, và một phương thức để khóa đĩa cứng vào vị trí khi chúng được lắp vào khay đĩa. Các tính năng đáng chú ý khác bao gồm kiến trúc bộ xử lý kép hoạt động đồng thời đầu tiên của ngành công nghiệp, dư thừa dự phòng hoàn toàn với tất cả cấu phần, ánh xạ bộ đệm ghi và ổ đĩa dự phòng nóng.
Ít lâu sau, dòng CLARiiON được mở rộng để chứa các khay đĩa SCSI từ 7 tới 30 khe chứa đĩa. Năm 1997, bộ phận CLARiiON của Data General thực hiện một bước đi mạo hiểm là ứng dụng một chuẩn đang được phát triển Fibre Channel. Tủ đĩa FC5000 ứng dụng kết nối Fibre Channel Arbitrated Loop có hiệu suất gấp đôi hiệu suất tủ đĩa SCSI tại thời điểm đó. Đây cũng là tủ đĩa đầu tiên sử dụng RAID 5  trên ổ đĩa Fibre Channel.
Kể từ đó, CLARiiON  phát triển thành nền lưu trữ tầm trung nhanh hơn và có khả năng mở rộng lớn hơn và kết thúc là sản phẩm FC5700 của Data General. Sau khi EMC mua lại Data General, nhiều cải tiến đáng kể được thực hiện và tạo ra sản phẩm mới FC4500 và FC4700.
Trong vòng vài năm sau, các sản phẩm đầu tiên của dòng CLARiiON CX (CX200, CX400 và CX600) được phát triển. Nâng cấp bộ xử lý và băng thông tiếp theo tạo ra các thiết bị kế tiếp (CX300, CX500, CX700) và một thiết bị tầm thấp dựa trên nền SATA cũng được đưa ra thị trường. Năm 2003, CLARiiON trở thành thiết bị lưu trữ đầu tiên được chứng chỉ của NEBS.
Tháng 5 năm 2006, EMC giới thiệu thế hệ thứ ba của dòng CLARiiON với tên CX3 UltraScale. Các sản phẩm bao gồm CX3-20, CX3-40 và CX3-80 là thiết bị duy nhất của ngành sử dụng công nghệ kết nối Kênh sợi quang 4Gbit/s  đối với 100% kết nối trong hệ thống và công nghệ PCI-Express. Sau đó, năm 2007, dòng sản phẩm được bổ sung thêm với sản phẩm cho người mới bắt đầu CX3-10.
Tháng 8 năm 2008, EMC giới thiệu thế hệ thứ tư của dòng CLARiiON CX4 với các sản phẩm CX4-120, CX4-240 và CX4-480. Một lần nữa, EMC chứng tỏ vượt trội về công nghệ khi đưa ra một loạt các công nghệ mới trong thế hệ này như: Kết nối linh hoạt UltraFlex cho phép kết hợp kết nối FC và iSCSI, cấp dung lượng ảo (Virtual provisioning), giảm tốc độ quay đĩa cứng (drive spin down), làm mát thông minh (adaptive cooling).

## Các sản phẩm hiện tại

### Dòng AX
Dòng AX được coi là dòng tầm thấp
AX4 hỗ trợ tối đa 60 đĩa Serial ATA hay Serial Attached SCSI thông qua các bộ mở rộng. Thiết bị chuẩn chỉ có đủ khe chứa cho 12 đĩa cứng. AX4 có hai phiên bản 4Gb FC và iSCSI..

### Dòng CX
Dòng CX hỗ trợ cả ổ đĩa SATA và FC. Các mức RAID được hỗ trợ gồm 1/0, 0, 1, 3, 5, và 6; các mức RAID khác nhau có thể được sử dụng đồng thời trên hệ thống. Mỗi thiết bị CX có các cấu phần dư thừa dự phòng nhân đôi như bộ xử lý lưu trữ, bộ đêm ghi ánh xạ được bảo vệ khi mất điện cũng như nguồn cấp điện.
Thiết bị CLARiiON nổi tiếng với bộ phần mềm lưu trữ đầy đủ chạy trên tủ đĩa và các phần mềm bổ sung chạy trên máy chủ giúp đơn giản hóa việc quản trị, lưu trữ, sao lưu và nhân bản dữ liệu. Một số phần mềm tiêu biểu gồm
- Bộ phần mềm quản trị Navisphere Management
- Phần mềm tạo bản sao nội tại (snapshot/clone) SnapView
- Phần mềm nhân bản dữ liệu sang thiết bị khác: MirrorView
- Phần mềm nhân bản dữ liệu sang thiết bị của hãng khác: SANCopy
- Phần mềm hỗ trợ tạo bản sao tích hợp với ứng dụng: Replication Manager
- Phần mềm sao lưu dữ liệu liên tục (CDP) và nhân bản dữ liệu ra xa liên tục (CRR): RecoverPoint

## Kết nối ngoài
- EMC CLARiiON Lưu trữ ngày 24 tháng 11 năm 2007 tại Wayback Machine